# ارشبودا
ارشبودا (به سوئدی: Ersboda) یک منطقهٔ مسکونی در سوئد است که در بخش اومیا واقع شده‌است.